# Света Олимпијада
Света Олимпијада је ранохришћанска светитељка из 4. века.
Рођена је 368. године у Цариграду у кући угледних родитеља. Њен отац Анисије Секунд био је сенатор. Када је одрасла и стасала за удају, верила се за једног од цариградских племића. Он је умро пре пре венчања а она је након тога одбила да се уда за другога, и окренула се цркви Служила је при једном од цариградских храмова као ђакониса у време патријарха Нектарија, и касније за време светог Јована Златоустог.
Након прогона светог Јована Златоустог, Олимпијада је по његовом благослову остала да служи при храму. У Цариграду се у то време десио велики пожар за шта су непријатељи светог Јована Златоустог оптужили Олимпијаду.
Због тога је прогнана у Никомидију. Тамо је умрла 410. године.
Православна црква прославља свету Олимпијаду 25. јула по јулијанском календару.